# Phyllotreta variipennis variipennis
Phyllotreta variipennis variipennis é uma subespécie de insetos coleópteros polífagos pertencente à família Chrysomelidae.
A autoridade científica da subespécie é Boieldieu, tendo sido descrita no ano de 1859.
Trata-se de uma subespécie presente no território português.